# Led Zeppelin IV
Het vierde album van de Britse rockband Led Zeppelin uit 1971 heeft geen officiële titel, maar werd wel als alternatief  genoemd. Het album wordt beschouwd als het beste en belangrijkste album van Led Zeppelin, en vaak zelfs van het hardrockgenre. Het is tevens een van de bestverkochte albums uit de muziekgeschiedenis, met wereldwijd zevenendertig miljoen verkochte exemplaren. Doordat het album geen titel in normale tekens heeft, maar in vier symbolen is weergegeven, wordt het ook wel Led Zeppelin IV, The runes album, Four symbols, Sticks, The Hermit of Runes genoemd.
Het album stond in 1971/1972 totaal 8 weken genoteerd in de Nederlandse Album Top 100 met als hoogste notering de 7e positie.

## Muziek
Led Zeppelin IV is grotendeels opgenomen in het voormalige armenhuis Headley Grange in Headley. De bandleden mengden hardrock met Engelse folkmuziek, traditionele rock-'n-roll en blues, wat de muziek een dramatisch, mystiek en zelfs episch effect geeft.
De informele sfeer in Headley Grange inspireerde de bandleden tot het spelen van de nieuwe nummers, in verschillende muziekstijlen. Omdat het vorige album, Led Zeppelin III, met weinig enthousiasme was ontvangen, werd besloten om het nieuwe album naamloos uit te brengen. Het zou in plaats daarvan worden gekenmerkt door vier symbolen, gekozen door elk bandlid afzonderlijk. Verdere details of namen werden op het album niet vermeld.
Gitarist Jimmy Page zei in een interview, dat hij in 1977 had met Dave Schulps, daarover het volgende:

Na al die flauwekul en onzin die we met de critici hadden gehad (na het verschijnen van Led Zeppelin III), drong ik er bij iedereen op aan dat het een goed idee zou zijn om iets totaal anoniems uit te brengen. Eerst wilde ik er maar één symbool op aan brengen, maar we besloten, omdat het ons vierde album was en we met zijn vieren waren, dat elk van ons zijn eigen symbool zou kiezen. Ik ontwierp het mijne en iedereen had zo zijn reden voor zijn symbool. 

Op het album staat, onder andere, het nummer "Stairway to heaven", misschien wel Led Zeppelins bekendste nummer. Het nummer is opmerkelijk genoeg nooit op single uitgebracht, op verzoek van de bandleden. "Black dog" en "Rock and roll", de eerste twee nummers van het album, werden daarentegen wel op single uitgebracht.
Net als op het debuutalbum, werd er gebruik gemaakt van gastmuzikanten. Voormalig Fairport Convention zangeres Sandy Denny zong samen met zanger Robert Plant het nummer "The battle of evermore", en toenmalig Rolling Stones pianist Ian Stewart speelde mee op het nummer "Rock and roll". Al het materiaal werd geschreven door de band behalve, het in 1929 door Kansas Joe McCoy en Memphis Minnie geschreven nummer, "When the levee breaks". De drumbeat die "Levee" zo kenmerkt, is later vaak gebruikt in hiphopnummers, onder andere in het nummer "Rhymin' & stealin'" op het album Licensed to ill (1986) van de Beastie Boys.

## Achtergrond
Na het verschijnen van het vorige album Led Zeppelin III in oktober 1970, besloot Led Zeppelin voorlopig geen liveoptredens meer te geven, en zich volledig te concentreren op het schrijven van materiaal voor een nieuw album. Alle aanbiedingen voor optredens werden afgewezen, waaronder een optreden op oudejaarsavond dat op televisie zou worden uitgezonden. De band trok zich terug in Bron-Yr-Aur, een 18e-eeuws cottage in Snowdonia in Wales, waar gitarist Jimmy Page en zanger Robert Plant eerder dat jaar ook al inspiratie opdeden voor Led Zeppelin III.
De eerste opnamesessies voor het nieuwe album vonden plaats in de Island Studio's in Londen, in december 1970. De band had eerst overwogen om het huis van Rolling Stones-zanger Mick Jagger, Stargroves genaamd, als locatie te gebruiken, maar ze besloten dat dat te duur zou worden. In januari 1971 verhuisde de band naar Headley Grange met gebruikmaking van de Rolling Stones Mobile Studio, met Andy Johns als geluidstechnicus en Rolling Stones-pianist Ian Stewart als zijn assistent. Johns had kort daarvoor meegewerkt aan het Stones-album Sticky Fingers en raadde de mobiele studio aan.
Jimmy Page:

We hadden een omgeving nodig waar we een kopje thee konden drinken en door de tuin konden dwalen en naar binnen konden gaan en doen wat we wilden. 

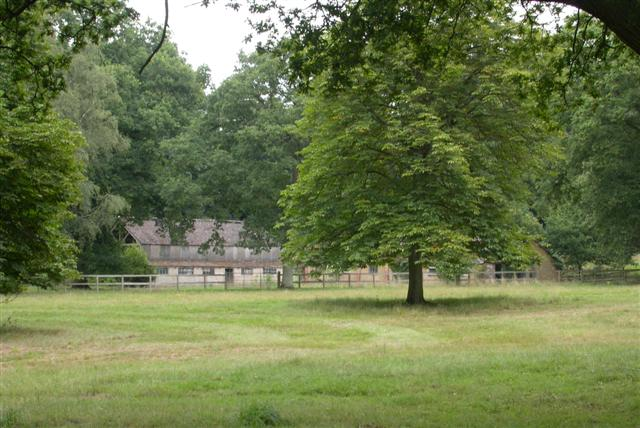
Headley Grange, waar Led Zeppelin IV grotendeels is opgenomen.

De rustige omgeving en sfeer rond Headley Grange hadden nog een voordeel; de spontane jamsessies, waaruit enkele nummers uit voort zijn gekomen, konden direct worden opgenomen. Bassist John Paul Jones herinnerde zich dat er geen horeca of andere voorzieningen in de buurt waren, maar dit hielp de bandleden zich op de muziek te concentreren zonder afgeleid te worden.
Na de opnames in Headley Grange werden de nummers in februari 1971 door de band verder uitgewerkt in de Island Studio’s. Page vertrok vervolgens, op aanraden van Andy Johns, met de meersporenopnames naar de Sunset Sound Studio in Los Angeles in de Verenigde Staten, voor de eindmix. Het album zou dan in april uitkomen. De band was echter niet tevreden over het eindresultaat, dus na de concerttour door het Verenigd Koninkrijk en Ierland (5 maart - 1 april, 1971), begon Page in juli met de remix van het album. Ook de keuze over de platenhoes, wel of geen dubbelalbum zorgden ervoor dat het album pas in november uitkwam. Er werd zelfs nog overwogen om het als een ep-boxset uit te brengen.

## Titel en hoesontwerp
Na de negatieve ontvangst van het vorige album Led Zeppelin III, in het najaar van 1970, werd besloten om het nieuwe album naamloos uit te brengen. In plaats daarvan ontwierpen de bandleden elk hun eigen symbool, die op de binnenhoes en het label geplaatst werden. De platenmaatschappij was het hier absoluut niet mee eens, maar de band hield vol en weigerde de mastertapes met de opnames over te dragen zolang ze geen toestemming kregen. "We hadden het volste vertrouwen in datgene waar we mee bezig waren", zei Page later.
Het symbool dat Jimmy Page ontwierp was volgens een aantal mensen een symbool uit 1557, en zou staan voor de planeet Saturnus. Het symbool wordt ook wel "ZoSo" genoemd, maar Page heeft altijd ontkend dat het een woord zou voorstellen.
John Paul Jones' symbool komt uit "The Book of Signs", van de Duitse kalligraaf en graficus Rudolf Koch. Het is een triquetra met een cirkel, waarmee verwezen wordt naar vertrouwen en wijsheid.
Het symbool van drummer John Bonham, de borromeaanse ringen, is afkomstig uit hetzelfde boek. Het vertegenwoordigt de drie-eenheid van moeder, vader en kind, maar omgedraaid is het toevalligerwijs ook het logo van het Amerikaanse biermerk Ballantine.
Robert Plants symbool, een cirkel met daarin een veer, was een eigen ontwerp gebaseerd op het symbool van de Mu beschaving, een hypothetisch continent, dat millennia geleden vergaan zou zijn.

Het symbool van Sandy Denny, bestaande uit drie gelijkzijdige driehoeken.

Het symbool dat gastzangeres Sandy Denny koos is kleiner en staat voor haar bijdrage aan het nummer "The battle of evermore". Het bestaat uit drie gelijkzijdige driehoeken, en doet dienst als een asterisk.

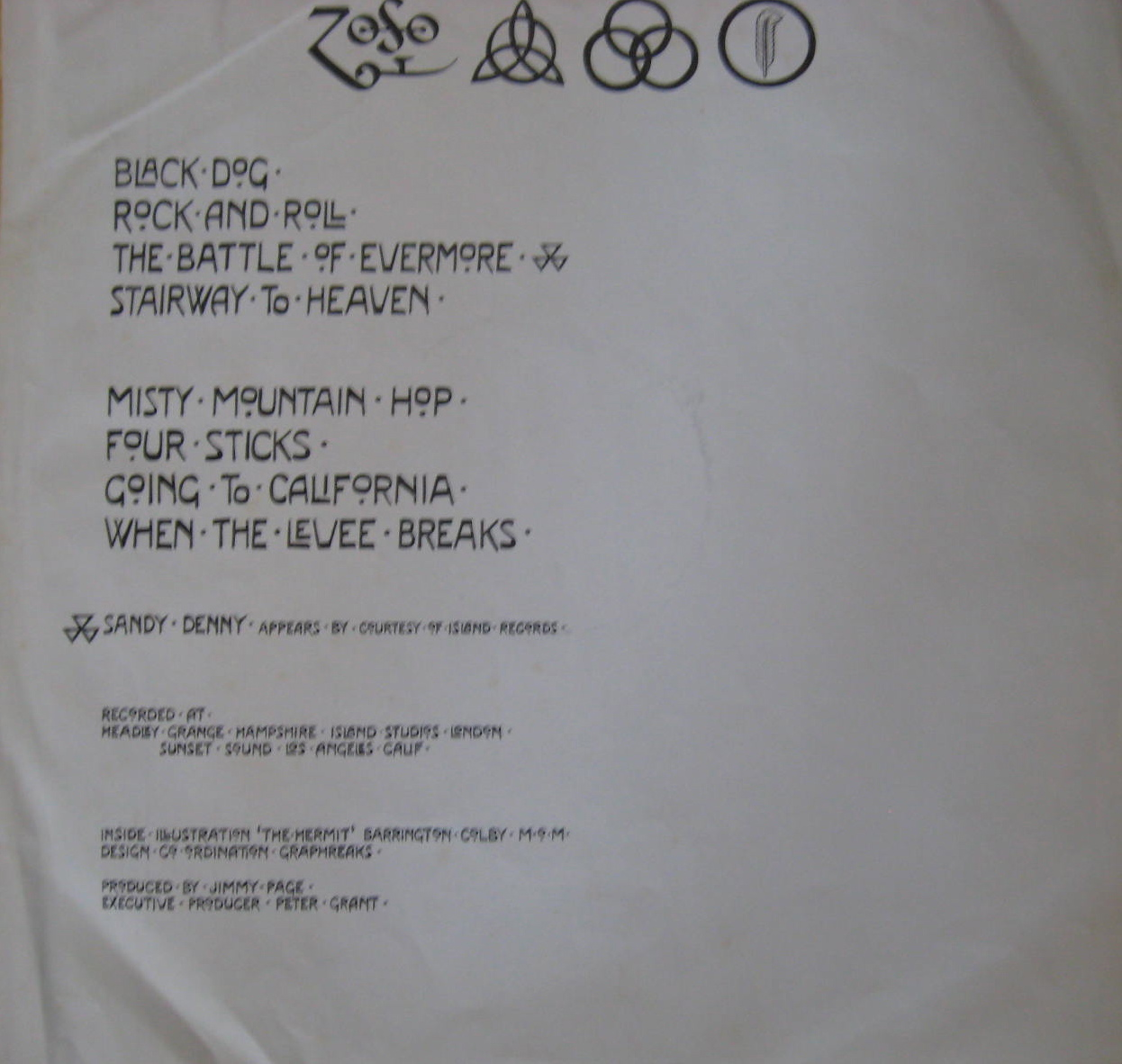
Binnenhoes met tracknummers, opnamelocaties en bijdragen van derden.

De vijf symbolen staan afgedrukt op een zijde van de binnenhoes, tezamen met de tracknummers, opnamelocaties en bijdragen van derden. Op de andere zijde staat de songtekst van het nummer "Stairway to heaven". Het lettertype was een idee van Page. Hij kwam het tegen in The Studio, een oud Brits tijdschrift voor beeldende kunst en kunstnijverheid. Hij vond het ontwerp van de letters interessant en zocht toen een ontwerper die er een heel alfabet bij ontwierp. In de linkerhoek staat een afbeelding van een man die een boek vasthoudt. Achter hem zijn een aantal mystieke inscripties zichtbaar. Volgens de Engelse occultist Dave Dickson, zou het een portret zijn van John Dee, astroloog en magiër aan het hof van koningin Elizabeth I van Engeland.
Op de labels van de eerste uitgave van het album staat, naast Jimmy Page als producer, ook Peter Grant als uitvoerend producent vernoemd. Echter op aandringen van Page is Grants naam bij latere uitgaven verwijderd van de labels, maar niet van de binnenhoes.
Tijdens de concerttour van Led Zeppelin door Engeland en Schotland (11 november - 21 december, 1971), vlak na het verschijnen van het nieuwe album, waren de symbolen zichtbaar op de verschillende instrumenten en geluidsapparatuur van de band. Pages "ZoSo" stond op een van zijn Marshall versterkers, de drie ringen van Bonham stonden op de voorzijde van zijn bassdrum, Jones had het zijne op een doek laten drukken, dat over zijn Rhodes piano gedrapeerd lag en Plants symbool stond afgebeeld op een van de luidsprekers van het geluidssysteem. Plant gebruikte het alleen tijdens deze tour en Jones’ symbool verdween van het podium na de concerttour door Japan in 1972. De symbolen van Page en Bonham bleven echter wel in gebruik tijdens daaropvolgende concerttours.
Het negentiende-eeuwse olieverf-schilderij, op de voorzijde van de hoes, was ooit door Robert Plant gekocht bij een antiekwinkel in Reading. Het werd, voor de foto, bevestigd op de binnenmuur van een gedeeltelijk afgebroken huis. Het flatgebouw, op de achterzijde van de hoes, is de Salisbury Tower in de wijk Ladywood in Birmingham.
Tijdens een interview in 1977 vroeg Dave Schulps aan Page daarover het volgende:
Schulps:

Was de hoes van het vierde album bedoeld om de tweedeling tussen het stadsleven en het plattelandsleven duidelijk te maken, zoals dat ook al naar voren kwam op het vorige album?

Page:

Precies! Het laat de verandering zien die gaande was tussen die twee uitersten. Enerzijds de plattelander, en anderzijds de stadsgebouwen die afgebroken worden. Het was eigenlijk een manier om te zeggen dat we voor de aarde moeten zorgen in plaats van haar te plunderen en te verkrachten.

In een later interview zei Page dat het de bedoeling was "Dat andere mensen van de hoes zouden genieten. Het was niet bedoeld als een soort boodschap." 
De illustratie op de binnenzijde van de hoes, genaamd "The Hermit" (De Kluizenaar), is gemaakt door de Britse kunstenaar en vriend van Page, Barrington Coleby. De tekening is gebaseerd op de negende kaart van het Rider-Waite tarot kaartspel. In de, in 1976 verschenen, concertfilm The Song Remains the Same, speelde Page zelf een korte rol als "The Hermit".
In januari 2010 werd de hoes, samen met negen andere, door Royal Mail uitgekozen voor een reeks postzegels met als thema "Classic Album Cover". De officiële onthulling daarvan gebeurde door Jimmy Page.
De originele lp bevat geen tekst aan de voor-en achterzijde van de hoes. Ook het catalogusnummer op de rug van de hoes ontbreekt.

## Recensies
Led Zeppelin IV kreeg na verschijning lovende kritieken van muziekrecensenten.
Muziekjournalist Lenny Kaye noemde het album in december 1971, in muziektijdschrift Rolling Stone, "het meest complete album van de band tot nu toe". Ook was hij lovend over de muzikale diversiteit van de nummers: "Geen enkel nummer staat een ander nummer in de weg, het album is heel goed uitgebalanceerd."
Het tijdschrift Billboard vond het een krachtig album dat zeker commerciële mogelijkheden zou kunnen hebben.
Robert Christgau van The Village Voice, liep niet warm voor Led Zeppelin IV. Later noemde hij het echter "een meesterwerk van heavy rock."  Hoewel hij vond dat de band zichzelf nog steeds beperkte door hun ouderwetse ideeën, geloofde hij wel dat het album ze liet zien op het hoogtepunt van hun muzikale creativiteit. Hij beschouwde het dan ook als het ultieme Led Zeppelin-heavy metal album.
Volgens Stephen Thomas Erlewine van AllMusic, definieerde het album niet alleen Led Zeppelin als band, maar ook het geluid en de stijl van hardrock in het algemeen. Ook was hij van mening dat het de verschillende muziekstijlen heavy metal, folk, rock-'n-roll en blues bij elkaar bracht.
In zijn "Album Guide to heavy metal", beschouwde Joe Gross van het Amerikaanse tijdschrift Spin, het album als; "De absolute hoeksteen van het genre." 
Volgens Daryl Easlea van BBC Music, betekende het de grote doorbraak voor de band en was Led Zeppelin IV de ideale combinatie van de folk stijl van Led Zeppelin III, en de hardrock van Led Zeppelin II.
Volgens Katherine Flynn en Julian Ring, van het Amerikaanse Consequence of Sound, bevatte het ook elementen van de bluesrock die hun debuutalbum zo typeerde.
A.J. Ramirez van PopMatters, beschouwde Led Zeppelin IV als een van de beste heavy metal albums ooit.
Chuck Eddy noemde het in zijn boek "Stairway to Hell: The 500 Best Heavy Metal Albums in the Universe" (1991), het allerbeste metal album aller tijden.

## Heruitgave 2014
Op 27 oktober 2014 werd er een geremasterde versie uitgegeven van het album. De heruitgave verscheen in zes verschillende uitvoeringen: de standaard lp-editie, de standaard cd-editie, een Deluxe twee-cd-editie, een Deluxe twee-lp-versie, een Super Deluxe twee-cd-plus-twee-lp-versie met fotoboek en als digitale download (96k / 24-bit).

## Nummers

#### Originele uitgave 1971
1. Black dog (Page/Plant/Jones) - 4:54
2. Rock and roll (Page/Plant/Jones/Bonham) - 3:40
3. The battle of evermore (Page/Plant) - 5:51
4. Stairway to heaven (Page/Plant) - 8:03
5. Misty mountain hop (Page/Plant/Jones) - 4:38
6. Four sticks (Page/Plant) - 4:44
7. Going to California (Page/Plant) - 3:31
8. When the levee breaks (Page/Plant/Jones/Bonham/Memphis Minnie) - 7:07

#### Heruitgave 2014 Deluxe cd-versie bonus-cd
1. Black dog (Basis track, met gitaar) – 4:34
2. Rock and roll (Alternatieve mix) – 3:39
3. The battle of evermore (Alternatieve mix met gitaar en mandoline, opgenomen in Headly Grange) – 4:13
4. Stairway to heaven (Alternatieve mix uit de Sunset Sound Studio, Los Angeles) – 8:03
5. Misty mountain hop (Alternatieve mix) – 4:45
6. Four sticks (Alternatieve mix) – 4:33
7. Going to california (Mix met gitaar en mandoline) – 3:34
8. When the levee breaks (Alternatieve mix) – 7:08

## Afgevallen nummers
Drie opgenomen nummers die het album niet haalden, “Down by the Seaside”, “Night Flight” en “Boogie with Stu” (met Ian Stewart op piano), verschenen pas vier jaar later, in 1975, op het dubbelalbum Physical Graffiti. Ook werd een eerste versie van het nummer “No Quarter” opgenomen. Dit nummer verscheen, na bewerking, in 1973 op het album Houses of the Holy.

## Singles
| Jaar | Titel                          | Lijst                      | Positie |
| ---- | ------------------------------ | -------------------------- | ------- |
| 1971 | Black dog / Misty mountain hop | Nederlandse Top 40         | 22      |
| 1972 | Rock and roll / Four sticks    | Geen notering in Nederland | -       |

## Bezetting
- Jimmy Page - akoestische gitaar, elektrische gitaar, producer, remastering, digital remastering
- Robert Plant - zang, mondharmonica
- John Bonham - drums
- John Paul Jones - basgitaar, synthesizer, keyboard
- Sandy Denny - zang op "The Battle of Evermore"
- Ian Stewart – piano op "Rock and Roll"

## Productie en techniek
- Peter Grant - uitvoerend producent
- George Chkiantz - mixage
- Andy Johns - techniek, mixage
- George Marino - digital remastering
- Keith Morris - fotografie
- Barrington Coleby - illustratie "The Hermit"
- Graphreaks - design-coördinator